# D-A-D
D-A-D (изначально известная как Disneyland After Dark) — датская рок-группа.

## История
Группа была создана в начале 1980-х в Копенгагене тремя молодыми людьми — Стигом Педерсеном, Йеспером Бинцером и Петером Лундхольмом Йенсеном. К тому моменту Стиг Педерсен был изгнан из местной панк-группы ADS, где он играл на бас-гитаре на протяжении пары лет. Теперь он горел желанием создать свой собственный коллектив, дабы показать ADS какую ошибку они совершили. Через общих друзей, в 1982 году, Стиг встретился с поющим гитаристом Йеспером Бинцером. Йеспер поддержал идею о создании группы и они принялись искать барабанщика, найдя его, в конечном итоге, в лице Петера Лундхольма Йенсена. В период совместных репетиций группу дополнила Лене Глумер, подружка Стига в то время, в качестве ведущего вокалиста. В таком составе группа Disneyland After Dark, 3 декабря 1982 года, дала свой первый концерт в молодёжном клубе Sundby Algaard. По результатам выступления музыканты пришли к выводу, что Лене Глумер не подходит им, и на следующий день она была отправлена в отставку.